# Oleksandr Kratov
Oleksandr Kratov, född den 31 mars 1985 i Feodosija, Ukrainska SSR, Sovjetunionen, är en ukrainsk orienterare som ingick i stafettlaget som tog brons vid VM 2013. Nuvarande klubb är OK Orion som han bytte till 2008. På SM i nattorientering 2013 Kratov vann han med en marginal på över sex minuter till tvåan, Pavlo Ushkvarok. Karlskrona kommuns idrottspris 2013 gick på den manliga sidan till Kratov.